# Fuentelespino de Haro
Fuentelespino de Haro és un municipi de la província de Conca, a la comunitat autònoma de Castella-La Manxa.

## Demografia
| 1991 | 1996 | 2001 | 2004 |
| ---- | ---- | ---- | ---- |
| 349  | 335  | 318  | 314  |